# Tarabay
Els Tarabay foren un clan beduí de la tribu Banu Haritha del nord de Palestina. Diversos membres del clan van governar el sandjak otomà de Ladjdjun als segles xvi i xvii que els fou acordat per Selim I en la seva campanya a Síria.
El primer membre destacat fou Karadja que va ser recaptador de tributs i governador militar de Mardj Ibn Amir, nomenat el 1480 pel soldà mameluc. El 1516 Selim I va tenir bones relacions amb els Tarabay i els va concedir el govern de Ladjdjun, a Palestina, dins la província de Damasc. Karadja fou succeït pel seu fill Tarabay ibn Karadja que es va oposar al rebel Djanbirdi al-Ghazzali (1520). Ali ibn Tarabay (1559-1571), Assaf ibn Tarabay (1571-1583), i Tarabay ibn Ali (vers 1583-1601) van governar a Ladjdjun. Tarabay ibn Ali va morir el 1601 i el va succeir Ahmed ibn Tarabay que va governar fins al 1647 i va estar quasi sempre en conflicte amb Fakhr al-Din II que governava el sandjak de Safad, col·lindant amb Ladjdjun. Zayn ibn Ahmed (1647-1660) i Muhammad ibn Ahmed (1660-1671) van governar després. El 1677 la família va perdre el govern i es va establir un governador otomà.